# نخلية شمعية
النخليّة الشمعيّة (الاسم العلمي: Ceroxyloideae) هي فُصيلة نباتات مُزهرة من الفصيلة النخلية. توجد بشكل أساسي في الأمريكتين مع جنس نائي في كل من أستراليا ومدغشقر وجزر القمر.